# Croton pachecensis
Espèce
Croton pachecensis est une espèce de plantes à fleurs du genre Croton et de la famille des Euphorbiaceae, présente à l'ouest du Brésil.